# Guetta Blaster
Guetta Blaster es el segundo álbum de estudio del DJ y productor francés David Guetta. Fue lanzado por Virgin Records el 7 de junio de 2004. De él se desprenden cuatro sencillos, "Money", "Stay", "In Love with Myself" y el sencillo más exitoso del álbum, "The World Is Mine".
El álbum fue nominado a los premios entregados anualmente en Francia, Victoires de la Musique 2005, en la categoría "Álbum de música electrónica, groove, y dance del año", en la que se alzaron como ganadores, el dúo francés AIR por su trabajo Walkie Talkie. Además, fue certificado con el disco de oro en Francia por la Syndicat National de l'Édition Phonographique.

## Lista de canciones
1. "Money" (Radio edit) (feat. Chris Willis & Moné) - 3:06
2. "Stay" (feat. Chris Willis) - 3:30
3. "The World Is Mine" (feat. JD Davis) - 3:38
4. "Used to Be the One" (feat. Chris Willis) - 4:06
5. "Time" (feat. Chris Willis) - 4:07
6. "Open Your Eyes" (feat. Stereo MCs) - 4:15
7. "ACDC" - 4:01
8. "In Love with Myself" (feat. JD Davis) - 4:26
9. "Higher" (feat. Chris Willis) - 3:43
10. "Movement Girl" (feat. James Perry) - 4:01
11. "Get Up" (feat. Chris Willis) - 3:03
12. "Last Train" (feat. Miss Thing) - 3:07

### Pistas adicionales
Todas las pistas adicionales aparecen en la edición limitada de Guetta Blaster.
1. "Old School Acid" (feat. James Perry) - 3:18
2. "Stay" (Remix) (feat. Chris Willis) - 3:27

Todas las pistas adicionales aparecen en la edición CD/DVD de Guetta Blaster.
1. "Stay" (Fuzy Hair RMX edit) (feat. Chris Willis) - 4:45
2. "The World Is Mine" (Deep Dish RMX edit) (feat. JD Davis) - 4:07
3. "Old School Acid" (feat. James Perry) - 3:18

## Posicionamiento en listas y certificaciones
| País              | Mejor posición |
| ----------------- | -------------- |
| Francia           | 11             |
| Bélgica (Valonia) | 29             |
| Suiza             | 45             |

| País    | Organismo certificador | Certificación | Ventas |
| ------- | ---------------------- | ------------- | ------ |
| Francia | SNEP                   | Disco de Oro  | 50.000 |